# NGC 4
NGC 4 és una galàxia lenticular a la constel·lació dels Peixos. No hi ha gaire informació al voltant d'aquesta galàxia.